# أبوبي لوزامبا
أبوبي لوزامبا (بالفرنسية: Apopie Lusamba)‏ مواليد 20 مايو 1985، هي لاعبة كرة يد كونغولية تلعب كمحور. مثلت منتخب جمهورية الكونغو الديمقراطية لكرة اليد للسيدات.

## سجل المنافسة
شاركت في البطولات التالية:
- بطولة العالم لكرة اليد للسيدات 2013
- بطولة العالم لكرة اليد للسيدات 2015

## روابط خارجية
- أبوبي لوزامبا على موقع الاتحاد الأوروبي لكرة اليد (الإنجليزية)